# Hrabstwo Harper (Kansas)

Piramida wieku hrabstwa

Hrabstwo Harper – hrabstwo położone w USA w stanie Kansas z siedzibą w mieście Anthony. Założone 26 lutego 1867 roku. Nazwa Hrabstwa pochodzi od Aleksandra Rusha.

## Miasta
- Anthony
- Harper
- Attica
- Bluff City
- Danville
- Waldron
- Freeport

## Sąsiednie Hrabstwa
- Hrabstwo Kingman
- Hrabstwo Sumner
- Hrabstwo Grant, Oklahoma
- Hrabstwo Alfalfa, Oklahoma
- Hrabstwo Barber